# マイナビ出版
株式会社マイナビ出版（マイナビしゅっぱん、英: Mynavi Publishing Corporation）は、日本の出版社。コンピュータゲームの製作・発売も行っている。2015年10月1日、マイナビの出版部門を分社して設立された。

## 概要
1973年に毎日新聞社の系列企業（ただし、現在は資本的な繋がりが薄く「関係企業」扱いとされている）として設立された毎日コミュニケーションズ（MYCOM、マイコミ）の出版事業を源流とする。毎日コミュニケーションズは2011年に主力事業である就職・転職情報サイト・マイナビの名称を取って株式会社マイナビへ社名変更し、2015年10月1日に出版事業を分社して完全子会社のマイナビ出版が発足した。
取り扱いジャンルはコンピュータ関連の書籍・雑誌が中心だが、将棋専門誌、料理などの実用書や子会社化を経て2012年にマイナビへ吸収合併された東京地図出版の流れを汲む地図や旅行ガイドブック、旧インフォレストから引き継いだパズル雑誌など多岐にわたっている。ゲームソフトも出版物の関連で将棋・囲碁・麻雀などテーブルゲームを題材にしたものが多いが、参入当初はギャルゲーが中心だった。
なお、毎日新聞やその関連新聞・雑誌（スポーツニッポン、毎日小学生新聞、毎日中学生新聞、サンデー毎日他）で掲載された記事の書籍化は、毎日新聞の直下にある毎日新聞出版が請け負っているが、毎日新聞出版とマイナビ出版の間に直接的な資本関係はない（類似の事例には扶桑社と産経新聞出版がある）。出版部門分離以前のマイコミ時代に発売したニンテンドーDS用ソフト『最強の漢字ドリル5万問』では毎日新聞社が出題に協力していた。

## 主な刊行物
便宜上、分社前の旧毎日コミュニケーションズ→マイナビ出版事業部時代の刊行物についても記載する。

### 書籍
- 日本プロ麻雀連盟BOOKS
- マイナビ麻雀BOOKS
- マイナビ将棋BOOKS（旧日将ブックス）
- 囲碁人ブックス
- ファン文庫
- マイナビ新書
- マイナビ文庫
- MPエンタテイメント

### 雑誌
- Mac Fan
- iPod Fan
- Web Designing
- Digital Audio Fan
- もうける.NET
- Linux Fan
- 毎日就職ナビBOOK START
- 日本のリーディングカンパニー
- +designing
- +DTP
- JOL

以下は日本将棋連盟発行の媒体（編集・販売を担当）
- 将棋世界

以下は2014年4月にインフォレストから発売を引き継いだ雑誌（発行元はイード）。
- クロスワードキング
- 漢字道
- 季節の漢字道
- アロークロス
- アロー&スケルトンキング
- ナンクロキング
- まちがいさがしキング
- 点つなぎキング

### かつて発行していた雑誌
いずれも旧毎日コミュニケーションズ時代。
- PCfan- 1993年12月創刊。2011年7月休刊。
- CD-ROM Fan - 1994年5月創刊。2003年6月、『PC JACK』に誌名変更。同年11月休刊。
- Mac Fan Beginners - 1995年6月創刊。2004年、『Mac Fan』に統合。
- DOS/V SPECIAL - 1995年11月創刊。2006年9月休刊。
- タッチPC - 1995年11月創刊。2002年10月、『PC MODE』に誌名変更。
- Windows Start - 1995年11月創刊。
  - WindowsMode - 『Windows Start』と『PC MODE』を統合し、2006年6月にリニューアル創刊。2007年7月休刊。
- GREAT SATURN Z- 1996年6月創刊。1998年11月、『Dreamcast PRESS』に誌名変更。2000年2月休刊。
- P-mate - MCプレスに移行後休刊。その後、元編集部は宙出版に移籍し、版権も譲渡された。
- Nintendo DREAM - 1996年7月創刊。2010年11月よりアンビット発行・徳間書店発売となる。
- Mac Fan internet - 1996年9月創刊。2001年5月、『インターネットファン』に誌名変更。同年8月休刊。
- Windows Internet - 1997年2月休刊。
- Net Fan - 1997年3月休刊。
- INTERnetLIFE - 1997年3月休刊。
- Nintendoスタジアム - 2000年3月、徳間書店から移行。『Nintendo DREAM』との統合に伴い、2002年6月休刊。
- ATHRA - スポーツ雑誌。2001年3月創刊。2003年3月休刊。
- インターネット スタート - 2001年9月休刊。
- PC STYLE 21 - 2001年9月休刊。
- Online Player - 2001年10月創刊。2002年12月休刊。
- Personal UNIX
- FreeBSD Press
- PC WORK!
- Game Fan
- 週刊将棋 - 2016年3月31日号をもって廃刊

## ゲームソフトウェア
- 卒業Vacation（PlayStation）
- 個人教授（同）
- ナース物語（同）
- ギャルズパニックSS（セガサターン）
- 麻雀覇王シリーズ（Windows・PlayStation 2等）
  - 麻雀覇王 雀荘バトル（2001年）PlayStation 2
  - 麻雀覇王 段級バトル（2002年）PlayStation 2
  - 麻雀覇王 真剣バトル（2004年） PlayStation 2
  - 麻雀覇王 バトルロイヤル（2005年）PlayStation 2
  - 麻雀覇王DSスペシャル（2006年）ニンテンドーDS
  - 麻雀覇王ポータブル 雀荘バトル（2006年）PSP
  - 麻雀覇王 段級バトルII（2006年）PlayStation 2
  - 麻雀覇王DS 段級バトル（2007年） ニンテンドーDS
  - 麻雀覇王ポータブル 段級バトル（2007年）PSP
  - 麻雀覇王 バトルロイヤルII（2010年）PSP
- 最強 東大将棋シリーズ（Windows・PlayStation 2等）
  - 最強 東大将棋（1998年）PlayStation
  - 最強 東大将棋2（1999年）PlayStation
  - 東大将棋 四間飛車道場（2000年）PlayStation 2
  - 最強 東大将棋スペシャル（2002年）PlayStation 2
  - 最強 東大将棋3（2001年）PlayStation 2
  - 最強 東大将棋4（2002年）PlayStation 2
  - 最強 東大将棋5（2003年）PlayStation 2
  - 最強 東大将棋2004（2004年）PlayStation 2
  - 東大将棋 定跡道場 完結編（2004年）PlayStation 2
  - 最強 東大将棋ポータブル（2005年）PSP
  - 最強 東大将棋スペシャルII（2005年）PlayStation 2
  - 最強 東大将棋6 MYCOM BEST（2006年）PlayStation 2
  - 一生遊べる 東大将棋詰将棋道場（2007年）PSP
  - 最強 東大将棋DS（2007年）ニンテンドーDS
  - 新・東大将棋 無双（2008年） Windows
  - 最強 東大将棋デラックス（2009年）PSP
- 将棋レボリューション 激指シリーズ（Windows・PlayStation 2等）
  - 激指2（2003年）PlayStation 2
  - 最強将棋 激指スペシャル （2006年） PlayStation 2
  - 将棋が強くなる 激指 定跡道場（2007年）PSP
  - 将棋ワールドチャンピオン 激指DS（2010年）ニンテンドーDS
- ひみつ戦隊メタモルV（セガサターン、PlayStation）
  - ひみつ戦隊メタモルVデラックス（1998年）PlayStation
- 極 大道棋 （1996年）PlayStation
- GO II Professional 対局囲碁 （1996年）PlayStation
- Mystic Mind 〜揺れる想い〜 （1998年）PlayStation
- ぱーむたうん（1999年）PlayStation
- PRISONER（プリズナー）（1999年）PlayStation
- 将棋（2004年）PlayStation 2
- 囲碁（2004年）PlayStation 2
- 麻雀（2004年）PlayStation 2
- ソルジャー 〜企業戦士将棋〜（2004年） PlayStation 2
- 最強囲碁伝説 ハンドトーク （2006年）Windows XP
- 誰でもカンタン! 趙治勲の詰め碁（2006年）ニンテンドーDS
- 誰でもカンタン! 渡辺明の詰め将棋（2006年） ニンテンドーDS
- 正しい日本語DS（2007年） ニンテンドーDS
- 梅沢由香里のやさしい囲碁 （2008年） ニンテンドーDS
- しおんの王（2008年） ニンテンドーDS
- 麻雀ナビDS（2008年）ニンテンドーDS
- 競馬通ポータブル JRA公式データ22年分収録 （2008年）PSP
- レミュオールの錬金術師  （2008年） ニンテンドーDS
- 麻雀三国志（2004年）PlayStation 2
- 海辺でリーチ!DS（2008年）ニンテンドーDS
- 梅沢由香里のやさしい囲碁 （2008年）PSP
- 歴史アドベンチャー クイズ三国志通DS（2008年） ニンテンドーDS
- 毎日新聞社協力 最強の漢字ドリル5万問 （2009年） ニンテンドーDS
- ポケット地球儀DS さわって楽しむ人類5000年の歩み （2008年） ニンテンドーDS
- 競馬通2ポータブル JRA公式データ23年分収録 （2009年）PSP